# Зоря (Веселинівська селищна громада)
Зоря́ (до 1946 року — Новий Рорбах, Ней-Рорбах, нім. Neu Rohrbach) — село в Україні, у Веселинівській селищній громаді Вознесенського району Миколаївської області. Населення становить 185 осіб.

## Населення

### Мова
Розподіл населення за рідною мовою за даними перепису 2001 року:
| Мова       | Кількість | Відсоток |
| ---------- | --------- | -------- |
| українська | 181       | 97.84 %  |
| російська  | 4         | 2.16 %   |
| Усього     | 185       | 100 %    |

## Історія
7 (20) листопада 1917 року, відповідно до Третього Універсалу Української Центральної Ради, увійшло до складу Української Народної Республіки.  
У 1925—1939 роках село, під первинною назвою — хутір Ней-Рорбах, входило до складу Карл-Лібкнехтівського німецького національного району Миколаївської округи (з 1932 року — Одеської області).
У 1946 році перейменовано на Зорю.
8 вересня 2016 року Ставківська сільська рада, в ході децентралізації, об'єднана з Веселинівською селищною громадою.
19 липня 2020 року, в результаті адміністративно-територіальної реформи та ліквідації Веселинівського району, село увійшло до складу новоутвореного Вознесенського району.